# 赤子愛勝蚓
赤子愛勝蚓（學名：Eisenia fetida），俗稱「歐洲紅蚯蚓」、太平二號、肥土愛氏蚓，歐洲原生種，屬於環節動物門寡毛綱類動物（通稱「蚯蚓」）。英语俗称“red wiggler”，意为“红色扭动的虫”。和安卓爱胜蚓亲缘、外观、习性很近，上世纪末才通过分子方式完全区分。两者甚至可以杂交。